# EC Lünen 89
Der EC Lünen 89 war ein Eishockeyverein aus Lünen.

## Geschichte
Der Verein wurde im Jahre 1989 von einem Freundeskreis um Bernd Meckeler gegründet. Der Verein startete in der Landesliga und stieg prompt in die NRW-Liga auf. Dort wurden die Lüner 1991 Meister vor dem punktgleichen SV Brackwede und stieg in die Regionalliga West auf. Dort verpasste die Mannschaft 1992 den Klassenerhalt, da aus den bislang fünf Regionalligen zwei gemacht wurden und der EC Lünen die entsprechende Qualifikation verfehlte. 1995 wurden die Lüner erneut Vizemeister der NRW-Liga, dieses Mal hinter dem Herforder EC. In der folgenden Qualifikationsrunde zur 2. Liga Nord wurde der Aufstieg zwar sportlich verfehlt, dennoch rückten die Lüner nach diversen Rückzügen in die dritthöchste Spielklasse nach. 
Dort war die Mannschaft jedoch chancenlos, beendete die Saison als Tabellenletzter und stieg wieder in die NRW-Liga ab. Von 1997 bis 1999 spielten die Lüner noch in der Regionalliga West und stiegen daraufhin in die Landesliga ab. Nach der Saison 2005/06 stellte der Verein den Spielbetrieb ein und meldete sich ein Jahr später vom Landeseissportverband Nordrhein-Westfalen ab. Gleichzeitig wurde der EC Lünen 89, der seine Heimspiele in der Eissporthalle Bergkamen-Weddinghofen austrug, aufgelöst. Als Nachfolgeverein gilt der ESV Grizzlies Bergkamen.

## Persönlichkeiten
- Sven Doual
- Igor Čillík
- Teal Fowler
- Thomas Franta
- Rob Hrytsak
- Bernd Schutzeigel